# 宇都宮統括センター
宇都宮統括センター（うつのみやとうかつセンター）は、東日本旅客鉄道（JR東日本）大宮支社の駅・運転士・車掌を所管する組織である。
2024年3月16日に宇都宮営業統括センター、宇都宮運輸区を統合して発足。

## 所管

### 駅
- 宇都宮駅 - 所長所在駅
- 自治医大駅★
- 石橋駅★
- 雀宮駅★
- 岡本駅★
- 宝積寺駅
- 氏家駅★
- 蒲須坂駅☆
- 片岡駅★
- 矢板駅★
- 野崎駅★
- 西那須野駅★
- 那須塩原駅
- 黒磯駅
- 高久駅☆
- 黒田原駅★
- 豊原駅☆
- 鶴田駅★
- 鹿沼駅★
- 文挟駅☆
- 下野大沢駅★
- 今市駅★
- 日光駅
- 下野花岡駅☆
- 仁井田駅☆
- 鴻野山駅☆
- 大金駅☆
- 小塙駅☆
- 烏山駅☆

★: JR東日本ステーションサービスに業務委託　☆: 無人駅

### 乗務ユニット
- 宇都宮駅近傍に設置（旧宇都宮運輸区）
- 担当線区（運転士）
  - 宇都宮線：東京駅 - 黒磯駅間
  - 湘南新宿ライン：新宿駅 - 宇都宮駅間
  - 日光線 : 全線
  - 烏山線 : 全線
- 担当線区（車掌）
  - 宇都宮線：東京駅 - 宇都宮駅間
  - 湘南新宿ライン：新宿駅 - 宇都宮駅間

## 歴史
- 2022年3月12日 - 宇都宮営業統括センター（宇都宮、宝積寺、那須塩原、黒磯、日光各駅の統合）、宇都宮運転所と宇都宮車掌区を統合し宇都宮運輸区が発足。
- 2024年3月16日 - 宇都宮営業統括センター、宇都宮運輸区を統合し宇都宮統括センター発足。宇都宮営業統括センター、宇都宮運輸区を廃止する。

| スタブアイコン | サブスタブ | この項目は、まだ閲覧者の調べものの参照としては役立たない、鉄道に関連した書きかけの項目です。この項目を加筆・訂正などしてくださる協力者を求めています（P:鉄道/PJ:鉄道）。 |